# أراضي إنديانا

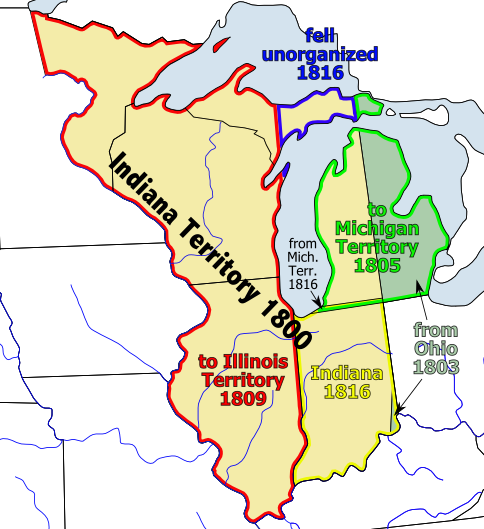
خارطة حول أراضي إنديانا

أراضي إنديانا (بالإنجليزية: Indiana Territory)‏ هي الأرض الإدارية التي حددها الحكومة الأمريكية من عام 1800م إلى عام 1816م، وسميت بعدها ولاية إنديانا.

## وصلات خارجية
- The Indiana Historian – Indiana Territory, PDF, retrieved 2008-05-16
- Act creating Indiana Territory, retrieved 2008-05-16
- Other acts concerning the Indiana Territory